# Midouze
Ne doit pas être confondu avec Bidouze.
La Midouze (Midosa en gascon) est une rivière du Sud-Ouest de la France et un affluent droit de l'Adour. Son cours est entièrement inscrit dans le département des Landes. Le réseau hydrographique des affluents de la Midouze est un site Natura 2000 (SIC/pSIC).

## Géographie
La Midouze est formée à partir de la confluence de deux rivières, le Midou (ou Midour) et la Douze, dont la jonction se fait à Mont-de-Marsan,. Le Midou et la Douze prennent leur source dans le département du Gers. La Midouze se jette dans l'Adour au Hourquet, peu après Tartas, entre les deux lieux-dits Remoulin et Lataste, entre les trois communes de Vicq-d'Auribat, Audon et Bégaar.
Les eaux sablonneuses (couleur café au lait) de la Douze (au nord) et limoneuses (donc plus sombres) du Midou (au sud) se mêlent au confluent pour former la Midouze. Cette rivière navigable continue sa course vers l'Adour. Le centre historique de Mont-de-Marsan est à la fois délimité et protégé par ces « trois rivières ».
La Midouze proprement dite est longue de 43 km entre Mont-de-Marsan et sa confluence avec l'Adour. Ceci correspond à une longueur de 151,7 km depuis la source du Midou. Dans Mont-de-Marsan, commune qui la voit naître, son parcours est long de 4,6 km.
La Midouze est l'un des principaux affluents de l'Adour, son réseau de 2 815 km constituant l'essentiel du bassin de l'Adour du côté de sa rive droite, drainant les coteaux du Bas-Armagnac et les sables du sud des Landes. Son régime est pluvial : hautes eaux en fin d'hiver et étiages en fin d'été, avec des écarts d'un rapport de 1 à 13.

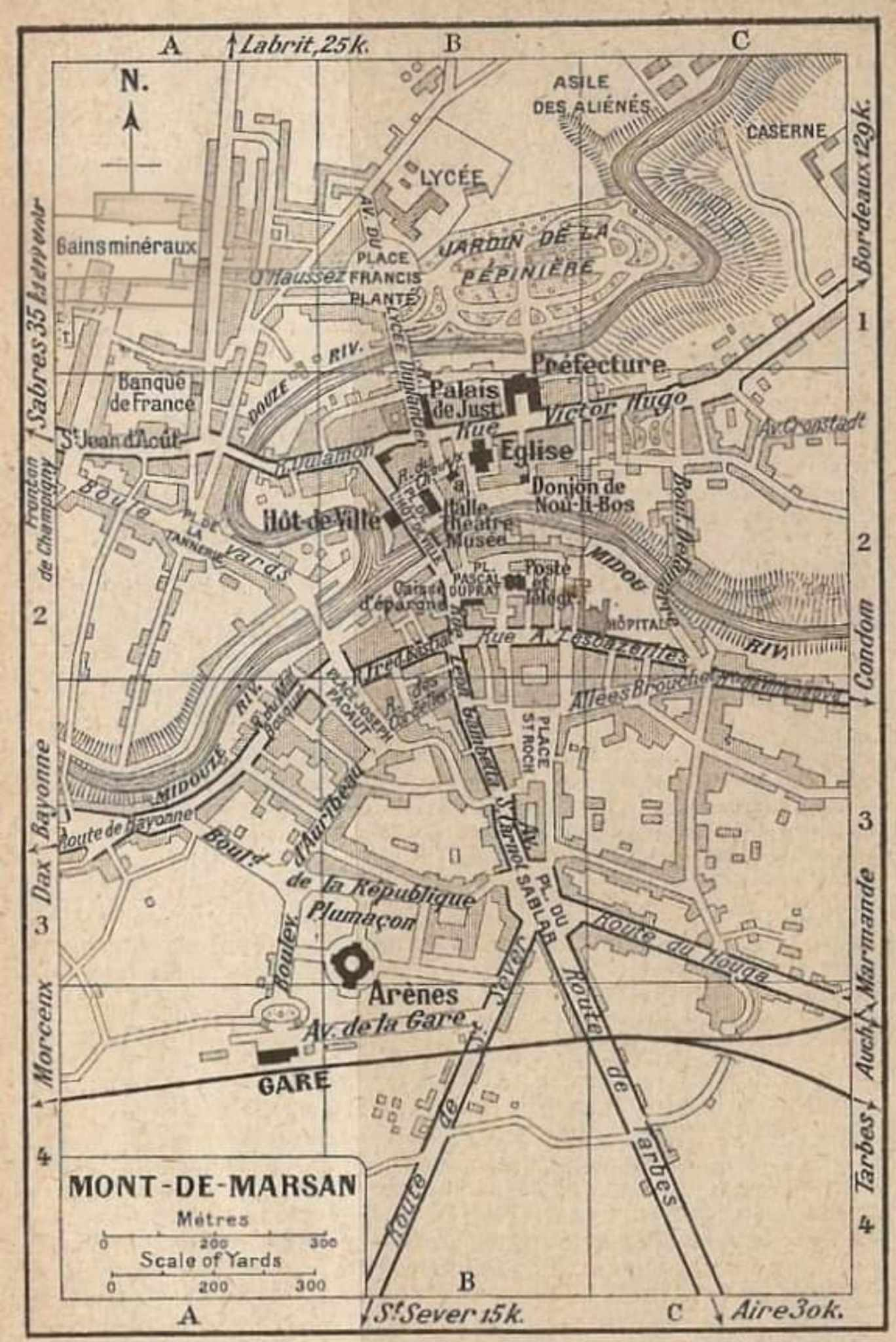
Confluence de la Douze et du Midou sur un plan ancien de Mont-de-Marsan, formant la Midouze.

## Départements et villes traversés
- Landes : Mont-de-Marsan, Tartas.

## Principaux affluents
Cours de plus de 10 km de l'amont vers l'aval :
- (G) la rivière le Petit Midour, en provenance de Gazax-et-Baccarisse ;
- le ruisseau de Saint-Aubin ;
- (G) le ruisseau l'Izaute ;
- le ruisseau l'Estang ;
- (G) le ruisseau de la Gaube ;
- (G) le ruisseau de Lusson ;
- (D) le ruisseau du Moulin de Pouydesseaux, en provenance de Pouydesseaux ;
- le ruisseau le Ludon ;
- la rivière la Douze ;
- (D) le ruisseau l'Estrigon, en provenance du Sen, dans l'Albret landais ;
- (D) le ruisseau de Geloux, en provenance de Garein ;
- (G) le ruisseau de Batanès, en provenance de Campagne ;
- (D) le Bez, en provenance de Morcenx, dans le Brassenx ;
- (D) l'Arretjoû ou Retjons, en provenance de Rion-des-Landes.

## Historique

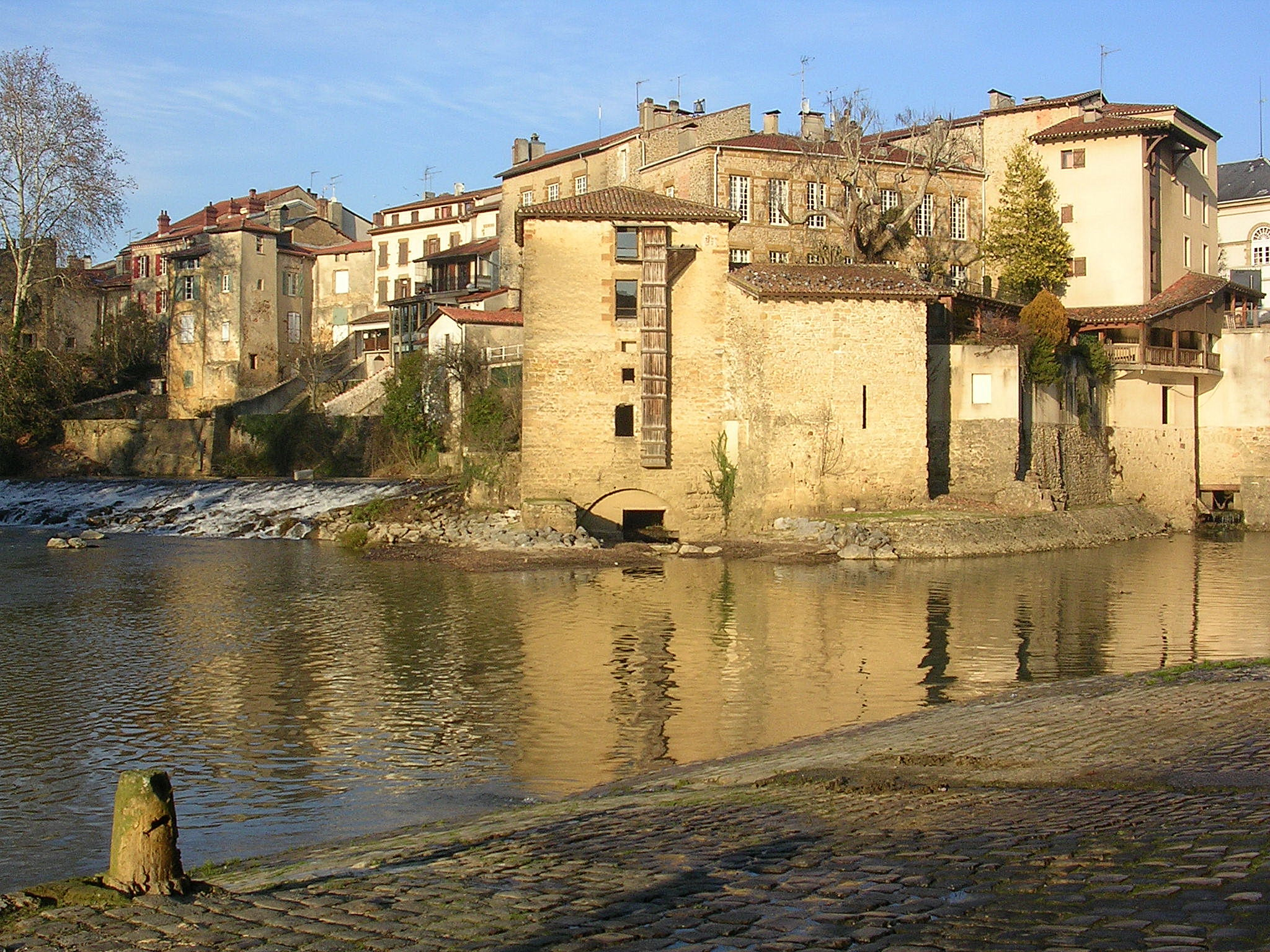
Bords de la Midouze, Mont-de-Marsan. Ancienne minoterie.

La Midouze n'a pas de dénomination propre jusqu'au début du XIXe siècle, période au cours de laquelle elle est envisagée comme le simple prolongement de la Douze, nom alors donné à la rivière de sa source jusqu'à sa confluence avec l'Adour.
Le transport fluvial en galupes sur la Midouze au départ du port de Mont-de-Marsan vers celui de Tartas, également sur la Midouze, a prospéré jusqu'au début du XXe siècle. Après la confluence avec l'Adour, le trafic fluvial se poursuivait vers le port de Dax et le port de Bayonne. Le port de Mont-de-Marsan cesse son activité en 1903, supplanté par le chemin de fer et le transport routier.

## Architecture
L'ancienne minoterie de Mont-de-Marsan se situe à la confluence de la Douze et du Midou, au début du cours de la Midouze. En aval, se situent respectivement :
- sur la rive gauche : le lavoir de la cale de l'abreuvoir en demi-cercle, daté de 1870. L'abreuvoir servait originellement aux animaux de trait qui acheminaient les marchandises au port ou qui tractaient les galupes remontant le cours de la rivière.
- sur la rive droite : la rotonde de la Vignotte, érigée en 1812, et la villa Mirasol, édifiée cent ans plus tard, en 1912.

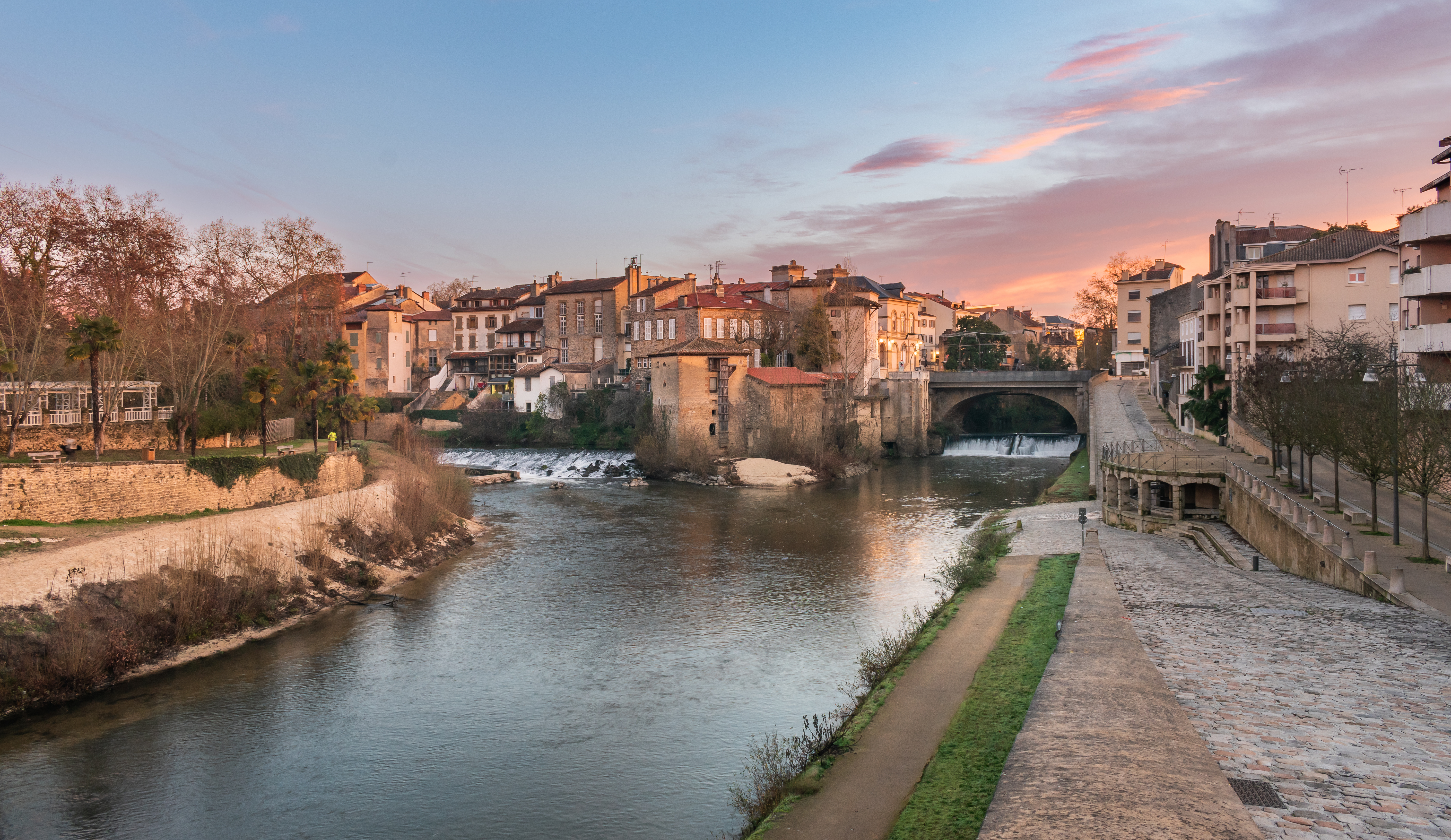
Naissance de la Midouze, à la confluence de la Douze et du Midou. Ancienne minoterie, vue des berges de l'ancien port de Mont-de-Marsan et le lavoir de la cale de l'abreuvoir.
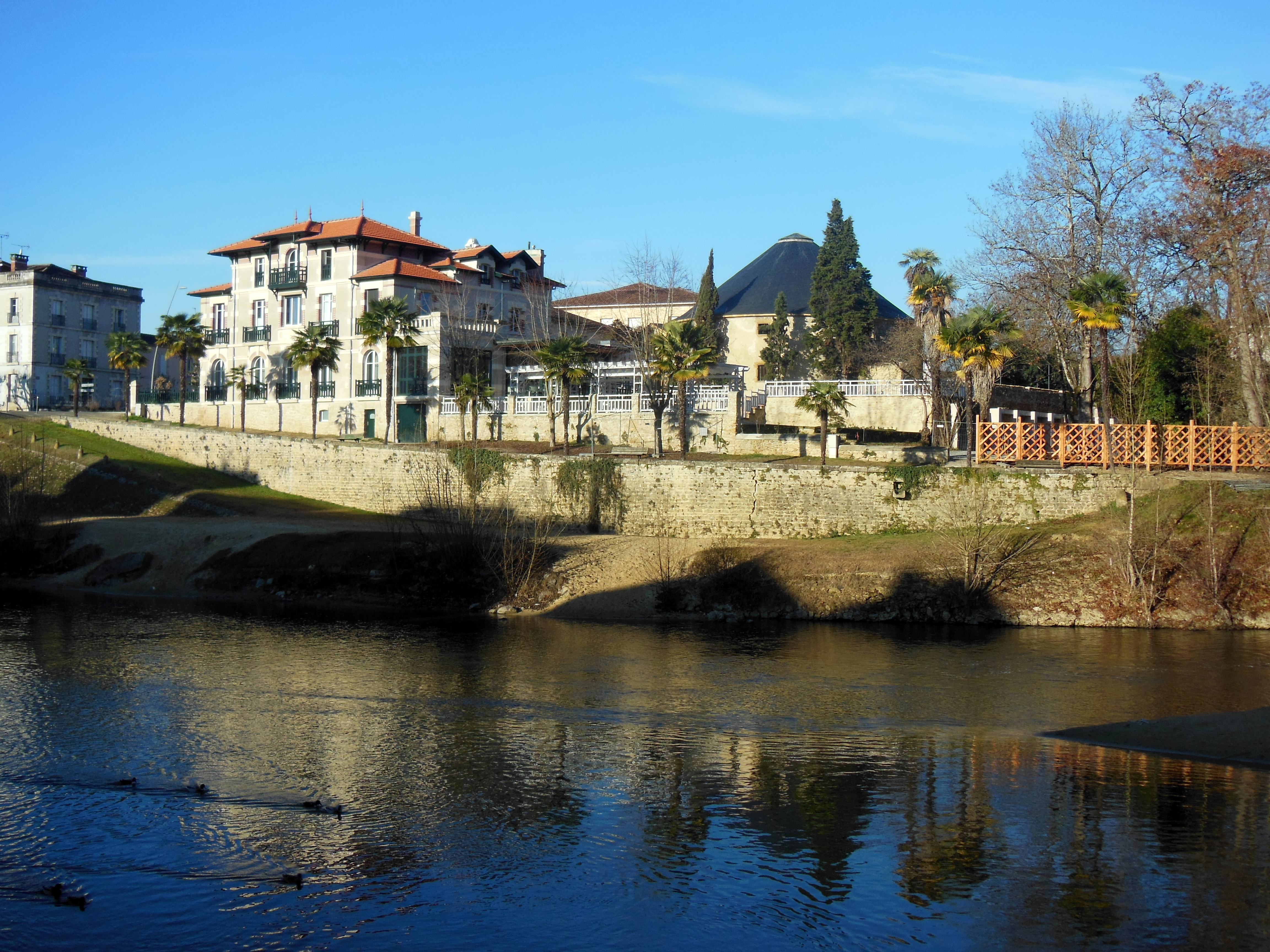
Villa Marisol et Rotonde de la vignotte sur la rive droite de la Midouze.

La Midouze traverse Mont-de-Marsan sur une longueur de 4,6 km. Le pont des Droits-de-l'Homme est le plus en amont sur son cours, suivi par d'autres ouvrages d'art (pont Saint-Louis, ponts routiers ou ferroviaires, passerelles) plus en aval sur la commune de Mont-de-Marsan. Un pont ferroviaire entre la gare de Mont-de-Marsan et celle du quartier de Saint-Jean-d'Août est notamment crée pour les besoins du chemin de fer de Luxey à Mont-de-Marsan, exploité de 1906 à 1959.

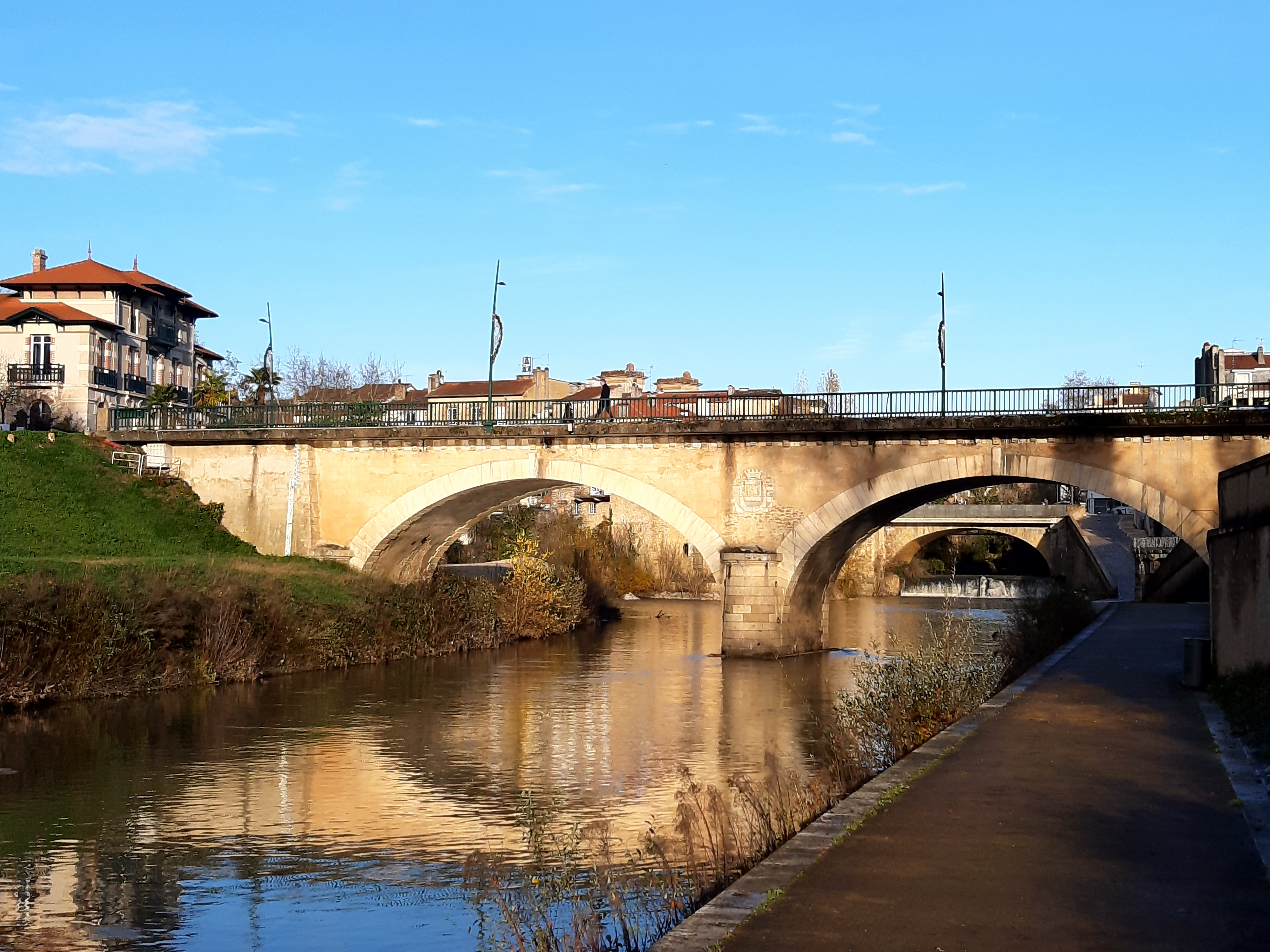
Pont des Droits-de-l'Homme à Mont-de-Marsan.
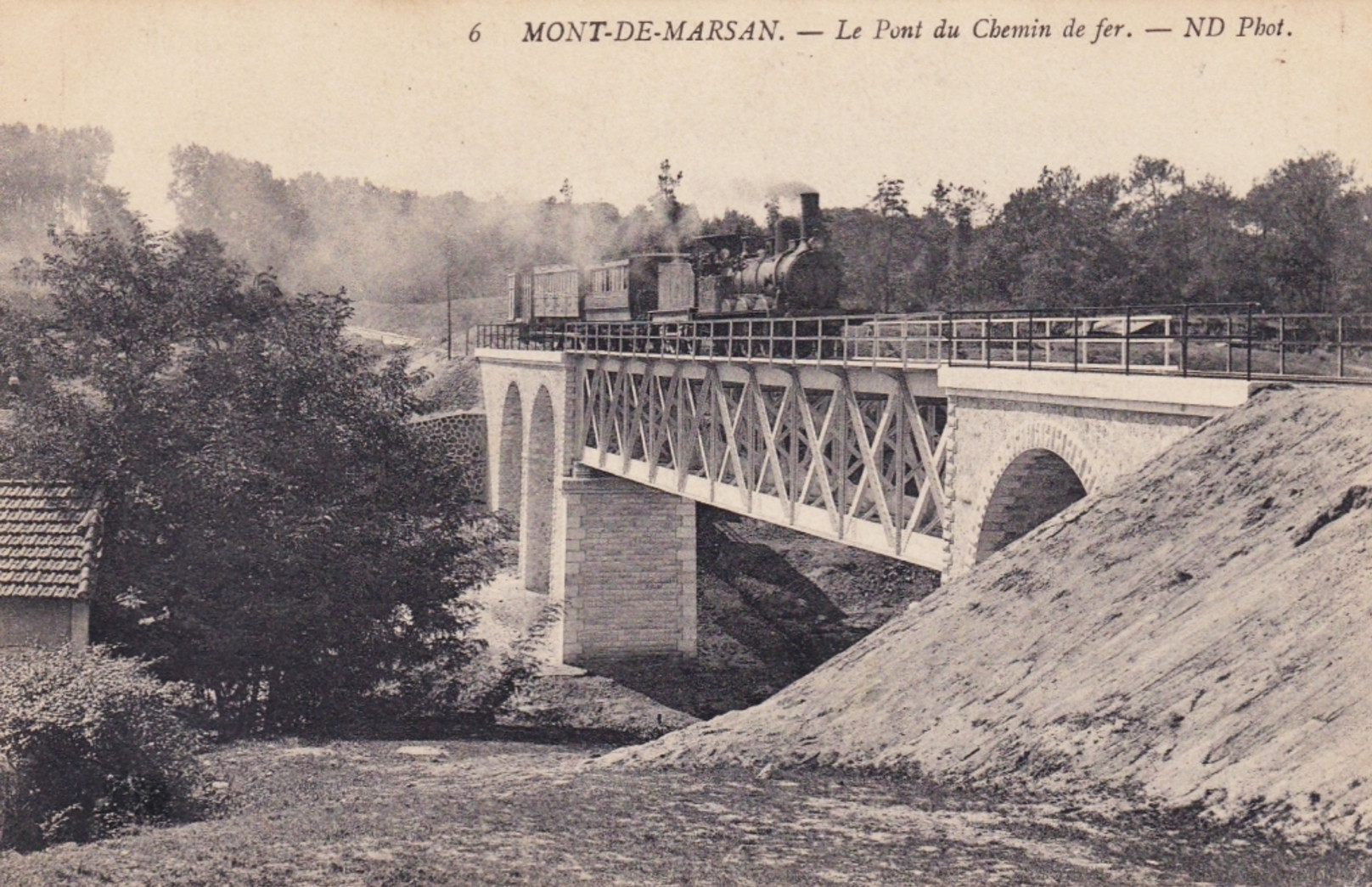
Ancien pont ferroviaire (actuel pont routier du Manot) à Mont-de-Marsan.
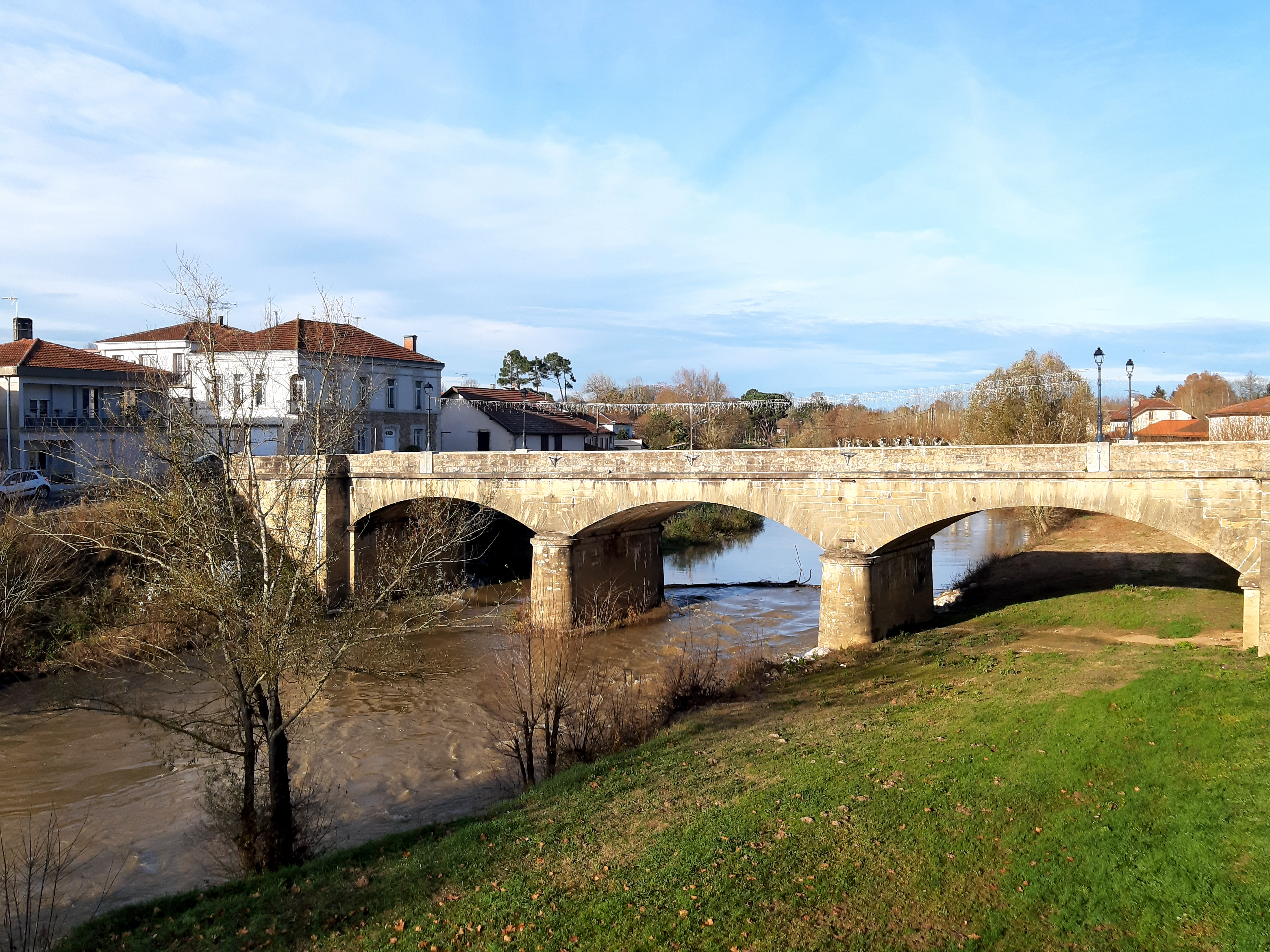
Pont des Jumeaux-Navarre (Pierre Navarre et Jean Navarre) à Tartas, reliant ville haute et ville basse.

## Littérature
En 1549, Pierre de Ronsard rend visite à Marguerite de Valois-Angoulême, avec qui il entretient une relation amicale et qui réside alors à Mont-de-Marsan. Il rédige à cette occasion les vers suivants dédiés à la Midouze :
« Oncque eux, la voie de la rivière
qui s'élevait par si douce manière
que j'ouis bien son amoureuse voix »

## Aménagements et protection

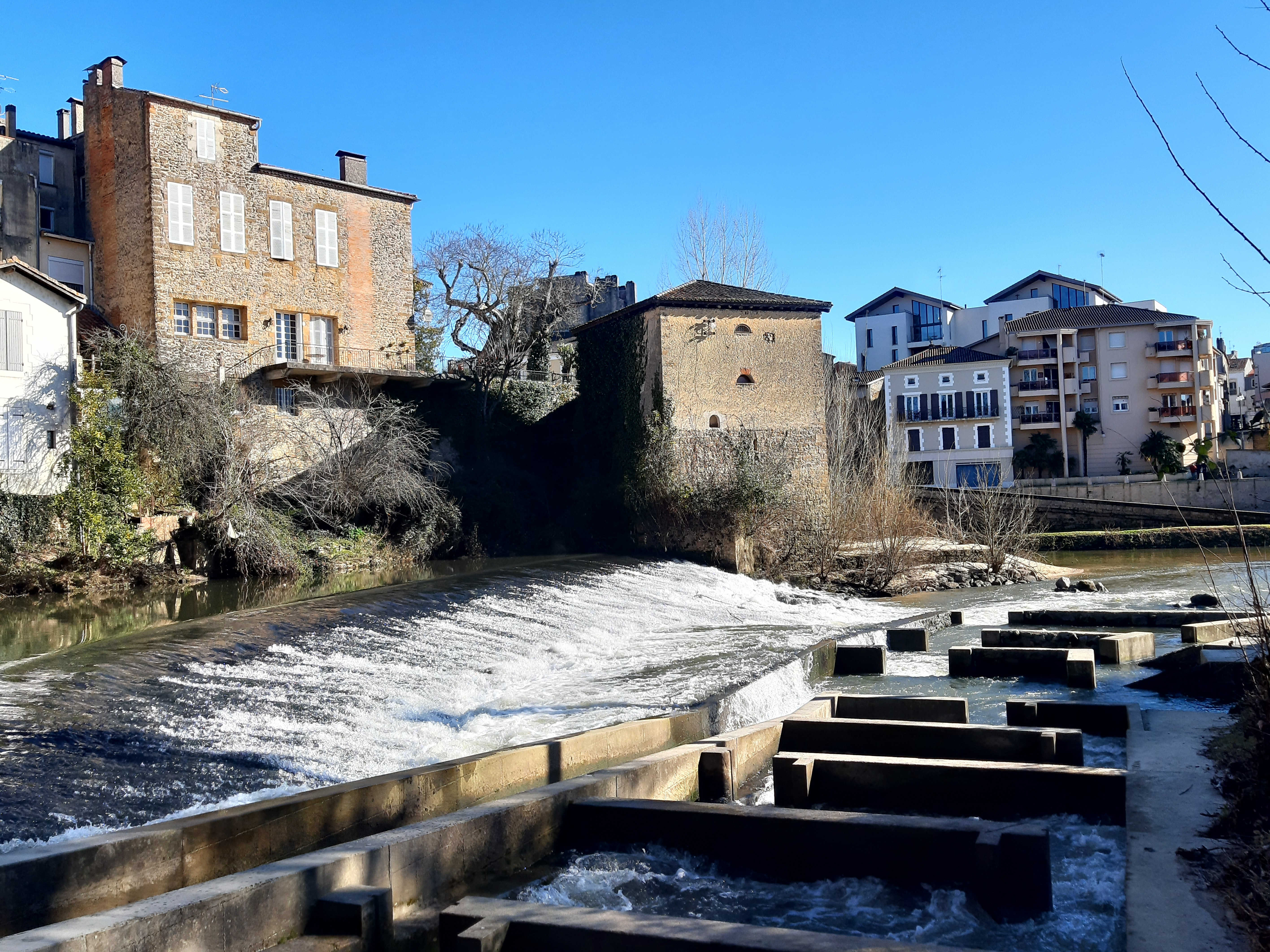
Echelle à poissons à Mont-de-Marsan permettant aux espèces migratrices ayant remonté le cours de la Midouze de franchir les chutes de la Douze.

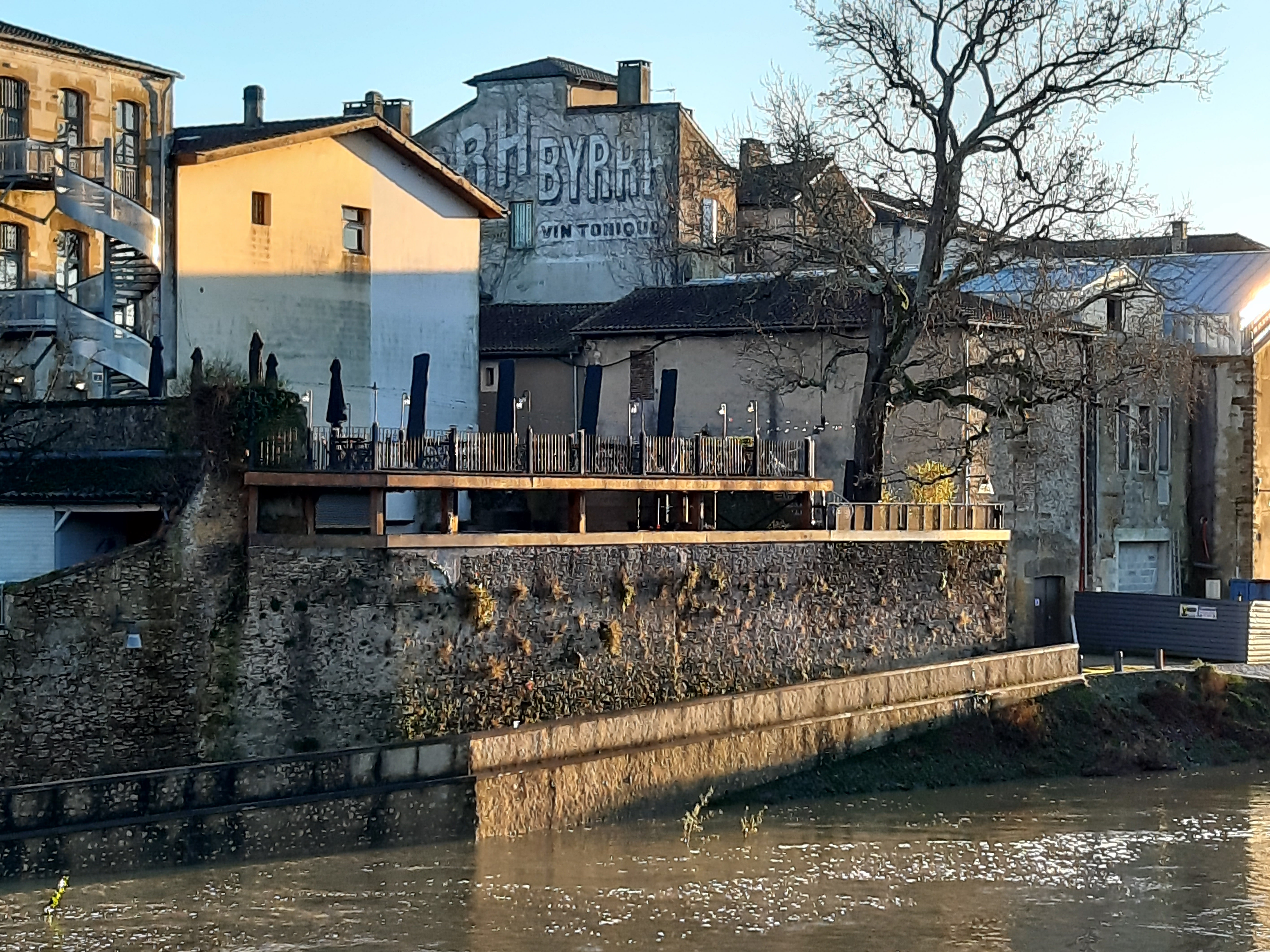
Publicité murale pour le vin tonique Byrrh.

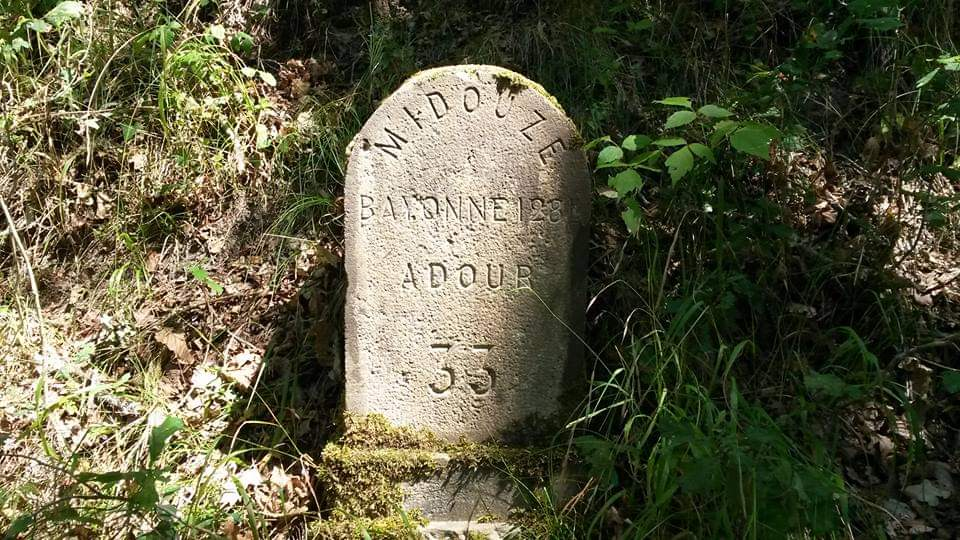
Ancienne borne du chemin de halage longeant la Midouze, utilisée par les bateliers du port de Mont-de-Marsan.

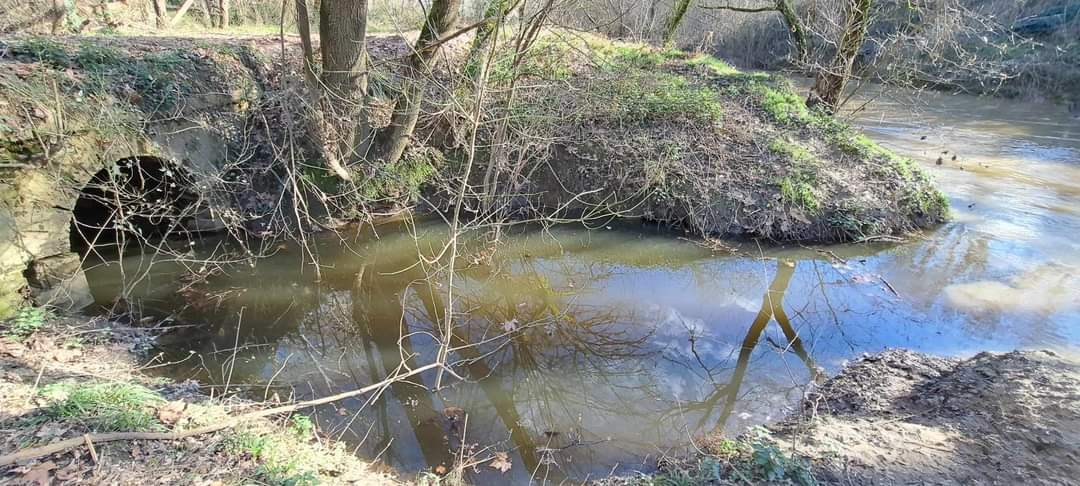
Confluence de l'Ambos et de la Midouze à l'ouest de la station d'épuration de Jouanas. Le ruisseau Ambos prend sa source à l'étang du rond-point, route de Sabres. Il traverse la chemin de halage via un pont-tunnel en pierre coquillière d'une dizaine de mètres. Les anciens Montois appellent l'endroit « Pont Rouge », en souvenir d'un crime de sang qui s'y serait produit.

Les berges de la Midouze constituent un site protégé au titre du réseau Natura 2000. Elles sont réaménagées au début du XXIe siècle en tant que site du Parc Naturel Urbain du Marsan, en remployant des matériaux locaux (pierre coquillière, garluche notamment) autour de l'ancien site portuaire, dont il reste les cales et les chemins de halage. Les végétaux sont des espèces endémiques adaptées aux crues.
Une échelle à poissons permet aux espèces migratrices (anguille d'Europe, lamproie marine, brochet) le franchissement du seuil de la Douze. Des équipements sportifs sont également aménagés sur la Douze et la Midouze, telle qu'une zone de débarquement et une  glissière pour le passage de canoës et de kayaks.
Parmi les espèces végétales protégées se trouve la capillaire de Montpellier (ou capillaire cheveux de Vénus), fougère pérenne qui pousse le long des parois humides et ombragées. Les espèces animales présentes sur site comprennent le chardonneret élégant, la grive musicienne, le grand cormoran et le lézard des murailles.
Le Parc Naturel Urbain du Marsan comprend aussi :
- à Bostens : airial Larousse et sa ferme traditionnelle landaise
- à Bougue : enceinte médiévale de Castets
- à Gaillères : site de Massy avec un étang de pêche et un parcours botanique
- à Laglorieuse : zone humide aménagée